# George Henry Barnard
Pour les articles homonymes, voir George Barnard et Barnard.
George Henry Barnard (9 novembre 1868-13 janvier 1954) est un homme politique canadien. Il est député fédéral conservateur dans la circonscription Cité de Victoria 1908 à 1917. Il est aussi nommé au Sénat du Canada et siège de 1917 jusqu'à sa retraite en 1945.
Il est aussi précédemment maire de Victoria de 1904 à 1905.

## Biographie

### Premières années
Né à Victoria de Francis Jones Barnard (en) et de Ellen Stillman Barnard, Il étudie le droit au Trinity College School de Port Hope en Ontario. Obtenant une qualification pour le barreau, il revient pratiquer le droit à Victoria. Il est par la suite nommé conseiller du roi en 1907.

### Politique
Barnard entame une carrière politique en devenant conseiller municipal de Victoria et siège au conseil municipal (en) dès 1902. Rapidement, il atteint la plus haute fonction et fait un terme en tant que maire de la capitale provinciale de 1904 à 1905.
En 1908, il s'implique en politique fédérale et représente sa ville à la Chambre des communes à la suite de l'élection de 1908. Réélu en 1911, il ne se représente pas pour le scrutin de 1917 des suites de sa nomination en tant que sénateur de la division sénatoriale de Victoria sous recommandation du premier ministre Robert Borden.

### Dernières années
Barnard meurt à Victoria en janvier 1954 à l'âge de 85 ans et est inhumé au cimetière Ross Bay.

### Famille
Son père, Francis Jones Barnard (en) (1829-1889), est député fédéral conservateur de Yale de 1879 à 1887. son frère, Francis Stillman Barnard (1856-1936), est député fédéral de Cariboo de 1888 à 1896 et lieutenant-gouverneur de la province de 1914 à 1919.
Sa sœur Alice épouse John Andrew Mara (1839-1935) qui est député fédéral de Yale de 1887 à 1896 et provincial de Kootenay de 1871 à 1875 ainsi que de Yale de 1875 à 1886.